# Brigandage
Pour les articles homonymes, voir Brigand.
Le brigandage désigne les crimes commis avec violence et à main armée, le plus souvent par des malfaiteurs réunis en troupe. Ce terme est utilisé depuis l'Antiquité pour qualifier les vols, les viols et les enlèvements qui ont lieu sur terre ; on parle aussi de brigandage maritime pour désigner « les actes de vol à main armée commis dans des espaces maritimes sous souveraineté étatique » (à la distinction de ceux commis en haute mer, qui relèvent de la piraterie).
À l'origine, les brigands se servaient donc d'armes primitives tels que le gourdin ou l'épée et utilisaient l'embuscade comme moyen de surprise.
Le coupe-jarret est une technique de combat à cheval destinée à priver un cavalier (soldat) de sa monture en lui sectionnant un jarret, mais le terme désigne aussi un brigand, voire un assassin de profession.
Aujourd'hui le brigandage moderne est une forme de délinquance criminelle.

## Histoire
En France, sous l'Ancien Régime, depuis le Moyen Âge, les déserteurs, brigands ou voleurs de grand chemin, et vagabonds ou mendiants sont cas prévôtaux relevant du prévôt des maréchaux chargé de faire prompte et impartiale justice. Le prévôt des maréchaux est un magistrat de robe courte et officier du roi. Il juge en premier et dernier ressort des crimes et délits commis par les vagabonds (souvent des déserteurs), et les cas prévôtaux, crimes graves commis sur les grands chemins et chemins royaux.
Brigands du XVe siècle : L'essoufflement de la guerre de Cent Ans à partir du traité d'Arras (1435) qui met fin au parti bourguignon, puis la trêve de 1444, ainsi que la formation d'un embryon d'armée de métier, jettent progressivement sur les routes des dizaines de milliers de mercenaires désœuvrés. Ne connaissant que la guerre, ils subsistent en mettant à sac les provinces françaises, parfois sous forme de grandes compagnies.
Au XVIIIe siècle, en Angleterre, le nombre de voleurs de grand chemin augmente. Ils ciblent les diligences, les voitures à cheval, les malles-poste, les fermiers revenant du marché. Les bandits sont d'habitude masqués et armés de pistolets, et crient la bourse ou la vie! (en anglais : stand and deliver !). Sous la menace des armes et habituellement sans violence, la plupart des voyageurs remettaient leurs objets de valeur. Vers 1735, en Angleterre, Dick Turpin est un bandit de grand chemin, condamné à mort et pendu en 1739. De même, le bandit John "Jack" Rann est condamné à mort et pendu en 1774.

Dans le contexte révolutionnaire large, celui de la France des années 1750-1850, période troublée où peuvent s'observer les tensions politiques et sociales qui ont engendré l'époque contemporaine, le brigandage revêt des formes diverses : Louis Mandrin, brigand populaire du milieu du XVIIIe siècle, contrebandier défiant l'État, mais aussi les bandes de royalistes assassinant les patriotes de la Révolution française dans le bocage vendéen ou les montagnes du Midi.

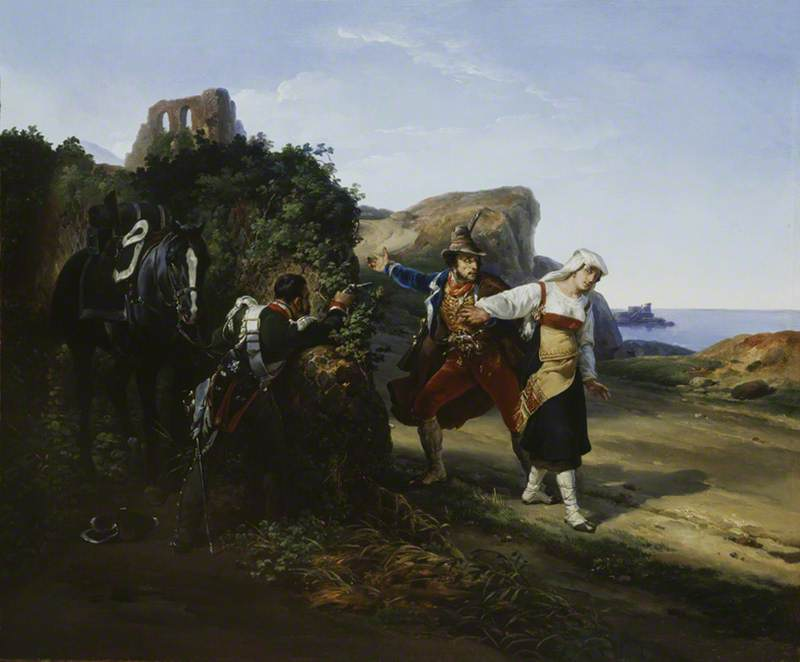
Le Brigand trahi
Horace Vernet, 1828
Wallace Collection, Londres

Après l'annexion française des États de Belgique (1794), éclate l'insurrection de la Guerre des Paysans (1798), mécontents des lois anticatholiques de déchristianisation, des pillages, et de la conscription instaurées par la République française. Elle est écrasée par les républicains lors de divers combats décisifs livrés à Bornem, Diest, Mol et Hasselt, mais aussi à la chartreuse à Hérinnes, où sont morts 300 jeunes paysans dits brigands. En 2023, la commune commémore l'événement, avec une reconstitution historique.
Après l'invasion française d'Italie (1796-1797), éclatent des Insurrections antifrançaises en Italie. Les insurgés sont dépeints comme des brigands. Violence et action politique se mêlent dans le type du brigand en Vendée puis en Espagne et en Italie : il est la cristallisation de la barbarie et de l’opposition armée tant face à la Révolution que face à Napoléon Bonaparte.
Le 27 février 1845, vers 10 heures du soir, la diligence Perpignan-Barcelone est arrêtée et encerclée par des brigands alors qu’elle traverse un bois. Les assaillants sont armés de tromblons, une sorte de fusil au canon évasé en entonnoir, raison pour laquelle on les appelle des trabucaïres. Leur sinistre réputation n’est plus à faire. La plupart sont des carlistes, partisans de Don Carlos, prétendant au trône d’Espagne contre la régente Marie-Christine.
Au XIXe siècle, les brigands qui opéraient dans la campagne près de Rome constituaient une réelle menace pour les voyageurs, mais avaient également une certaine renommée en tant que personnages romantiques et étaient souvent représentés par des artistes. Le tableau réalisé en 1828 par Horace Vernet montre un brigand arrêté par un dragon papal après avoir été attiré dans un piège par une femme. Le sujet est probablement influencé par le succès des scènes de brigand du peintre suisse Léopold Robert.
Dans Le Comte de Monte-Cristo, publié en 1844-1846 par Alexandre Dumas, Luigi Vampa est un brigand amoureux, chef d'une bande à Rome, et tout dévoué au comte de Monte-Cristo.

## Canada
Au Canada anglais, on parle de highway robbery,, le vol commis par des voleurs de grand chemin, des bandits ou brigands qui attaquent les voyageurs sur les routes pour les dépouiller. Au sens figuré, l'expression désigne une arnaque, une escroquerie, un vol manifeste.

## États-Unis
Les États-Unis ont une longue histoire d'actes de brigandage, attaques de voleurs de grand chemin (highway robbery), attaques de diligences.

## France
En mars 2023, une quinzaine d’hommes cagoulés ont incendié des palettes le long de la RN 4 en Haute-Marne, pour faire croire à une action syndicale, créer un bouchon et dévaliser une quinzaine de camions.
En octobre 2023, sur l’Autoroute A1 près du tunnel du Landy, embarqués sur un scooter, deux malfrats ont brisé la vitre arrière d'un taxi venant de l'aéroport, dérobant un sac contenant des bijoux appartenant à la femme d'un diplomate de Mongolie. Le préjudice est estimé à 600 000 euros.

## Suisse
En Suisse, on qualifie de brigandage une infraction pénale de vol aggravé. Il s'agit d'un crime (alors que le vol est un simple délit). Selon l'article 140 du Code pénal, est qualifié de brigandage le vol commis «en usant de violence à l’égard d’une personne, en la menaçant d’un danger imminent pour la vie ou l’intégrité corporelle ou en la mettant hors d’état de résister». La peine menace est de 10 ans de privation de liberté (alors qu'elle est de 5 ans dans le cas d'un vol simple).
En cas d'utilisation d'arme à feu ou d'une arme dangereuse, la peine plancher de privation de liberté est de 1 an. Si l'auteur fait partie d'une bande (3 personnes au moins) ou si sa façon d'agir dénote qu'il est «particulièrement dangereux», la peine-plancher est de 2 ans. Enfin, on parle de «brigandage qualifié» puni d’une peine privative de liberté de cinq ans au moins si l'auteur met la victime en danger de mort, lui fait subir une lésion corporelle grave ou la traite avec cruauté.
En 2010, le Tribunal pénal de la Sarine (Canton de Fribourg) a considéré que l'utilisation d'un pistolet Taser constituait un acte de brigandage qualifié en raison de la cruauté commise contre la victime et a condamné les prévenus, quatre Slovaques, à des peines d'emprisonnements de 5,5 à 6,5 ans,,.